# 特丽莎·佐恩
特丽莎·佐恩（英語：Trischa Zorn，1964年6月1日—），美国女子游泳运动员。她曾代表美国参加1980年、1984年、1988年、1992年、1996年、2000年和2004年夏季残疾人奥林匹克运动会游泳比赛，获得四十一枚金牌、九枚银牌和五枚铜牌。